# Palácio de Heliópolis

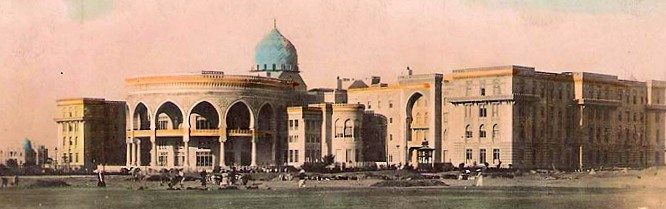
O Heliopolis Palace Hotel se transformou em sede da Federação das Repúblicas Árabes em 1972 e depois em palácio presidencial executivo durante o reinado de Mubarak.

O Palácio de Heliópolis é um dos palácios presidenciais e residências para o escritório executivo do presidente do Egito. Localizado no bairro de Heliópolis, a nordeste do centro de Cairo e leste do Rio Nilo, foi construído inicialmente como um hotel, o Grand Palace Hotel Heliópolis, em 1910. Atualmente, é amplamente conhecido como Kasr al-'Uruba e, por vezes, Kasr al-Ittihadiya.